# Jad (film)
Jad (ang. Venom) – brytyjski horror sensacyjny z 1981 roku w reżyserii Piersa Haggarda. Adaptacja powieści Alana Scholefielda z 1977 roku pod tym samym tytułem. 

## Fabuła
Międzynarodowy gang przestępców dokonuje próby porwania wnuka bogatego właściciela sieci hoteli. Porwanie nie udaje się, na skutek ataku czarnej mamby, która omyłkowo zostaje dostarczona chłopcu – zapalonemu ofiologowi. Gad najpierw śmiertelnie kąsa jednego z porywaczy – pokojówkę uczestniczącą w porwaniu. Następnie kryjąc się w zakamarkach domu paraliżuje ruchy przestępców, w tym czasie osaczonych również przez policję. Próby uwolnienia zakładników dokonywane przez policję oraz ataki gada doprowadzają z biegiem czasu do śmierci całej trójki porywaczy, ale również i zabicia jego samego. Zakładnicy zostają uwolnieni cali i zdrowi. Nikt jednak nie wie, że groźny wąż zdążył złożyć jaja w ciepłych przewodach grzewczych domu, gdzie mają one doskonałe warunki do inkubacji. 

## Obsada
- Klaus Kinski – Müller
- Oliver Reed – Averconnelly
- Nicol Williamson – Bulloch
- Sarah Miles – dr Stowe
- Sterling Hayden – Howard
- Cornelia Sharpe – Ruth
- Lance Holcomb – Philip
- Susan George – Louise
- Mike Gwilym – konstabl Spencer
- Paul Williamson – sierż. Glazer
- Michael Gough – David
- Hugh Lloyd – taksówkarz
- Rita Webb – pani Loewenthal
- Edward Hardwicke – lord Dunning
- John Forbes-Robertson – sierż. Nash

i inni. 